# 第33回ボストン映画批評家協会賞
33rd BSFC Awards

2012年12月9日

作品賞: 

ゼロ・ダーク・サーティ
第33回ボストン映画批評家協会賞（だい33かいボストンえいがひひょうかきょうかいしょう）は、ボストン映画批評家協会が2012年の映画に贈る賞である。2012年12月9日に発表された。

## 受賞一覧
- 作品賞:
  - 『ゼロ・ダーク・サーティ』
  - 次点: 『愛、アムール』、『ムーンライズ・キングダム』

- 主演男優賞:
  - ダニエル・デイ＝ルイス - 『リンカーン』
  - 次点: ドニ・ラヴァン - 『ホーリー・モーターズ』

- 主演女優賞:
  - エマニュエル・リヴァ - 『愛、アムール』
  - 次点: ディニー・イップ - 『桃さんのしあわせ』

- 助演男優賞: 
  - エズラ・ミラー - 『ウォールフラワー』
  - 次点: クリストフ・ヴァルツ - 『ジャンゴ 繋がれざる者』

- 助演女優賞:
  - サリー・フィールド - 『リンカーン』
  - 次点: エマ・ワトソン - 『ウォールフラワー』

- 監督賞:
  - キャスリン・ビグロー - 『ゼロ・ダーク・サーティ』
  - 次点: ポール・トーマス・アンダーソン - 『ザ・マスター』

- 脚本賞:
  - トニー・クシュナー - 『リンカーン』
  - 次点: ウェス・アンダーソン、ロマン・コッポラ - 『ムーンライズ・キングダム』

- 撮影賞:
  - ミハイ・マライメア・Jr - 『ザ・マスター』
  - 次点: ロバート・D・イェーマン - 『ムーンライズ・キングダム』、クラウディオ・ミランダ - 『ライフ・オブ・パイ/トラと漂流した227日』

- ドキュメンタリー賞:
  - How to Survive a Plague
  - 次点: The Queen of Versailles

- 外国語映画賞:
  - 『愛、アムール』・ オーストリア/ フランス/ ドイツ
  - 次点: 『ホーリー・モーターズ』・ フランス/ ドイツ

- アニメ映画:
  - 『フランケンウィニー』
  - 次点: 『パラノーマン ブライス・ホローの謎』

- 編集賞:
  - ウィリアム・ゴールデンバーグ、ディラン・ティチェナー - 『ゼロ・ダーク・サーティ』
  - 次点: ウィリアム・ゴールデンバーグ - 『アルゴ』

- 新人映画人賞:
  - デヴィッド・フランス - How to Survive a Plague
  - 次点: ベン・ザイトリン - 『ハッシュパピー 〜バスタブ島の少女〜』

- アンサンブル・キャスト賞: 
  - 『セブン・サイコパス』
  - 次点: 『ムーンライズ・キングダム』

- 音楽賞:
  - 『ムーンライズ・キングダム』
  - 次点: 『ジャンゴ 繋がれざる者』